# José Calzada Rovirosa

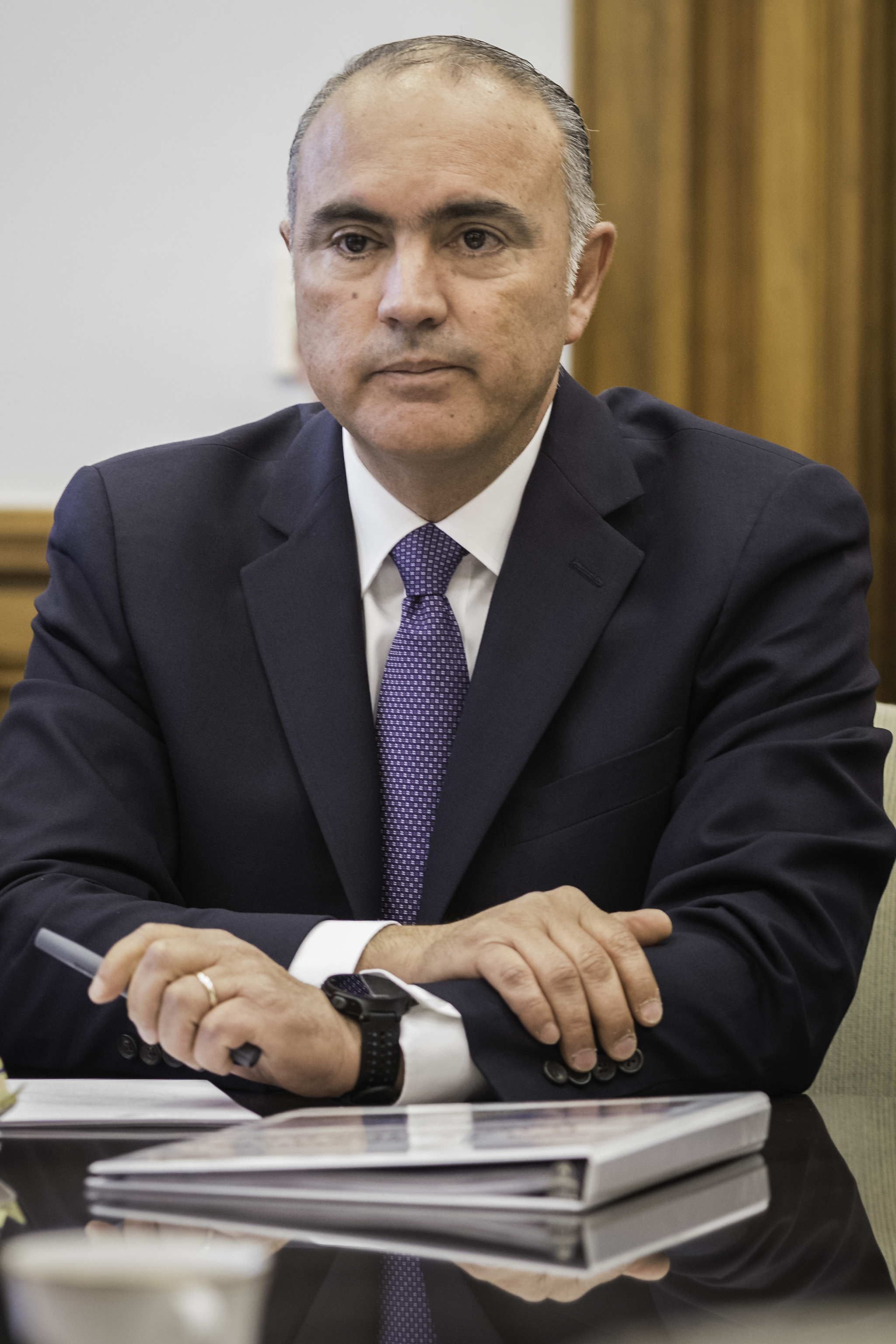
José Calzada Rovirosa

José Calzada Rovirosa (Querétaro, 21 augustus 1964) is een Mexicaans politicus van de Institutioneel Revolutionaire Partij (PRI). Sinds 2009 is hij gouverneur van Querétaro.
Calzada studeerde bedrijfsadministratie in de Verenigde Staten en heeft meerdere administratieve functies vervuld. Van 2006 tot 2009 had hij zitting in de Kamer van Senatoren. In 2009 werd hij gekozen tot gouverneur van zijn geboortestaat; hij versloeg in de verkiezing Manuel González Valle.